# Контурна тонометрија
Контурна тонометрија или Паскалов динамички контурни тонометар (Pascal DCT) је контактни тонометар, који не апланира рожњачу у циљу мерења сталног притисак унутар ока или интраокуларног притиска (ИОП). Иако према истраживањима контурна тонометрија (Pascal DCT) не може да замени Голдманову апланациону тонометрију (ГАТ), она је користна за одређене промене на рожњачи када мерење ГАТ-ом  није прецизно (кератоконус, стања после рефрактивне операције рожњаче).

## Карактеристике методе
Контурна тонометрија се врши Паскаловим динамичким контурним тонометром или офталмолошким дијагностичким уређајем за контактно мерење сталног притисак унутар ока или интраокуларног притиска (ИОП), који то чини директно на основу динамичких пулсирајућих флуктуација ИОП помоћу пиезоелектричног сензора уграђеног у контактни тип рожњаче.
Метода се заснива на приципу динамичке контурне тонометрије, којом се врши физичко упоређивање контура, без потребе за апланацијом иоли процесом потпуног нивелисања и спуштања површине рожњаче. Због одсуства апланације, ова метода тонометрије је мање подложна грешкама насталим због утицаја промене дебљине рожњаче, и осетљивија је на промену њене закривљености.
Тонометар је новије генерације и примењује се од 2004. године. Уређај се монтира на биомикроскопу, на главу тонометра ставља се навлака - заменљиви силиконски врх, који се мења за сваког новог болесника и не захтева примену анестетика.
Принцип рада
Принцип рада заснива се на контурном слагању, тонометар има контурисани тонометријски врх који служи за поклапање са контуром рожњаче. Очни притисак се мери кроз пиорезистивни сензор пречника 1,2 mm који је интегрисан у површину контуре, и омогућава транскорнеално мерење притиска у предњој очној комори. Директно израчунава динамичке пулсативне флуктуације у очном притиску користећи пизоелектрични сензор за притисак уграђен у врх инструмента.
- Динамички контурни тонометар
- Сензор контурног тонометра у контакту са рожњачом пацијента

Нека истраживања су показала да метода не зависи од варијација корнеалне биомеханике, па дебљина рожњаче не утиче на мерење очног притиска.. Мада постоје и студије које се не слажу са претходним и које указују да вредности очног притиска ипак зависе од дебљине рожљаче.
Добре стране
Добрфе стране методе су:
- Директно мерење правог ИОП-а, независно је од индивидуалних варијација у својствима рожњаче
- Мери динамичке пулсирајуће флуктуације ИОП-а омогућавајући детаљнију процену опсега притиска
- Ради са прорезанаом лампом као код Голдмановог апланационог тонометра
- Поклопац врха за једнократну употребу спречава потенцијалну унакрсну контаминацију
- За мерење није потребно бојење флуоресцеином
- Нумерички приказ резултата избегава пристрасност оператера или грешку у очитавању
- Транспарентни врх омогућава визуелну контролу интерфејса рожњаче
- Јединствена процена свих функција једним дугметом

Сматра се да ова метода нема предности у односу на Голдманову апланациону тонометрију када су рожњаче нормалне или дебље, али је прецизнији код пацијената са танком рожњачом и код пацијената код којих је рађена корнеална рефрактивна хирургија.
Недостаци
Недостаци мегтоде су:
- Мерење очног притиска помоћу контурне тонометрије траје дуже у односу на мерење помоћу Голдманове апланационе тонометрије.
- Контурне тонометрије је скупљи за употребу, јер навлака мора да се мења после сваког мерења притиска.

## Намена
Паскалов тонометар је користан као допуна за Голдманову апланациону тонометрију, јер превазилази проблем дебљине рожњаче, посебно код кератоконуса, кератоглобуса, затим код рожњача са високим астигматизмом, када се мери ИОП након рефрактивне хирургије, као и код рожњаче измењене различитим врстама повреда (хемијска, термчка или механичка), због чега ова метода тонометрије има будућност у свакодневној клиничкој пракси.  